# Ferula
Ferula (Ferula comune) nebo také papežská ferula je insignie, kterou používá papež při liturgii. Jedná se o tyč, na jejímž horním konci je kříž (různého typu) nebo krucifix (na rozdíl od biskupské berly, která má horní konec šnekovitě zavinutý).

## Papežská ferula
Papežská ferula je pastýřská hůl vyhražena papežovi.
Namísto toho, aby byla na horním konci zatočená, jako jsou pastýřské hole biskupů, nachází se na jejím konci kříž, někdy trojramenný. Trojramenný kříž zatím naposledy použil papež Jan Pavel II. při oslavách jubilea Svatého roku 1983.
Od pontifikátu Pavla VI. do pontifikátu Benedikta XVI. se používala ferula vytvořená italským sochařem Lello Scorzellim, která byla zakončena ukřižovaným Kristem namísto prostého kříže. Nicméně od Květné neděle roku 2008 začal Benedikt XVI. feruli Pia IX. s křížem na horním konci, která je lehčí a pohodlnější do ruky. Dne 28. listopadu 2009 Benedikt XVI. však nahradil i tuto feruli novou, osobně darovanou od Circolo San Pietro, která je také opatřena křížem, ale je ještě lehčí než ferula Pia IX. Tato nová papežská hůl je i praktičtější.
Papež František v prvních dnech svého pontifikátu používal feruli Benedikta XVI. Při příležitosti své intronizace římským biskupem v Lateránské bazilice 7. dubna 2013 však použil pastýřskou hůl Pavla VI. s úmyslem střídat ji při příštích bohoslužbách s ferulí Benedikta XVI.
Při bohoslužbě na Lampeduse 8. července 2013 byla použita ferula, kterou vyrobil místní tesař ze zbytků dřevěných lodí migrantů, kdy dřevěné horizontální rameno kříže tvoří dvě vytesané ryby a srdce, zatímco svislá osa znázorňuje pět bochníků chleba. Jednalo se o ztvárnění biblického motivu z Janova evangelia, kdy Ježíš zázračně rozmnožil pokrm a nasytil zástupy.
Při mši ve Veranu 1. listopadu téhož roku, byla místo toho použita ferula, dílo sochaře – římského zlatníka z Trastevere, Maurizia Lauriho, s titulem Crux gloriosa (Kříž slávy), darovaná 3. října 2014 při soukromé audienci. Kříž byl vyroben ze dřeva kaoby, bronzu a stříbra vytěžených v Hondurasu neinvazivní těžbou, která je citlivá k životnímu prostředí a místním zvyklostem.

## Ferula

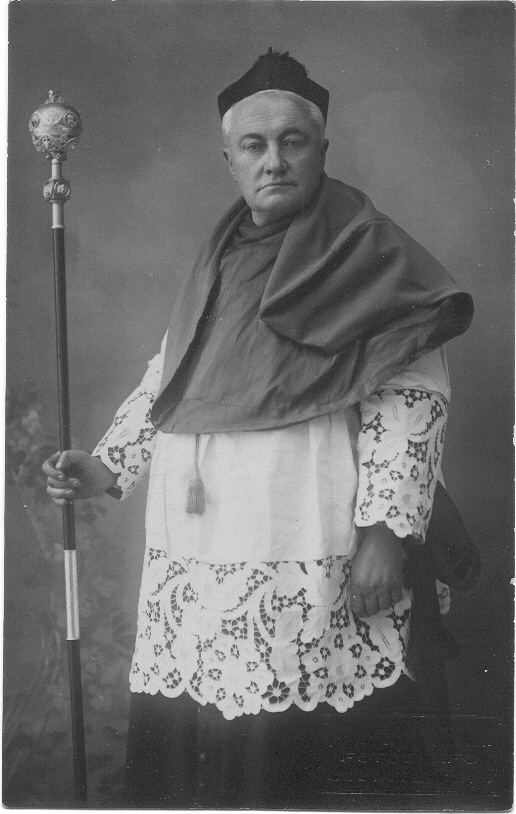
Probošt v tradičním oděvu držící feruli nebo převorskou hůl.

Insignie ferula či ferula comune je udělována farářům, kteří získali čestný titul probošta a biskupským vikářům. Ferula má také ještě použití v ambrosiánském ritu.
Ferula comune se také používá jako patriarchální hůl jak u katolíků, tak i u ortodoxních křesťanů arménského obřadu; a používá se také v pravoslavném byzantském ritu.
V amrosiánském ritu feruli používá také ten, kdo předsedá kapitule kanovníků; a partikulárním právem, také jednotliví kanovníci, když předsedají farnímu kostelu jehož nesou titul.
Používají ji, i když velmi zřídka, probošti farností latinského ritu diecézí Como, Lugano a Novara. V této naposled jmenované diecézi ji užívá také farář Caltignaga, který je jediným farářem, u něhož se udržel titul prefekt.

## Liturgické použití ferule
Liturgické chvíle při mši, kdy by měl celebrant držet feruli (v levé ruce) jsou:
- Vstupní průvod
- Hlásání evangelia
- Homilie
- Eventuálně udělování svátostí
- Závěrečné požehnání
- Závěrečný průvod